# Alexandre Blain
Alexandre Blain (Niça, 7 de març de 1981) és un ciclista francès professional des del 2008 i actualment a l'equip Madison Genesis. Del seu palmarès destaca el Tour de Normandia de 2011 i a la Rutland-Melton International CiCLE Classic de l'any següent.

## Palmarès
- 2005
  - Vencedor d'una etapa a la Volta a Lleida
- 2007
  - 1r al Tour de Loir i Cher
  - 1r als Boucles Catalans
  - Vencedor d'una etapa al Tour de Gironda
  - Vencedor d'una etapa a la Ronda de l'Oise
- 2011
  - 1r al Tour de Normandia i vencedor d'una etapa
- 2012
  - 1r a la Rutland-Melton International CiCLE Classic
- 2013
  - Vencedor d'una etapa al Tour de Normandia